# Harold (filme)
Harold é um filme norte-americano de 2008 de comédia dirigido por T. Sean Shannon, com os atores Spencer Breslin e Cuba Gooding Jr..

## Sinopse
O filme conta a história de Harold (Spencer Breslin), um garoto de 13 anos que nasceu com uma doença hereditária herdada de seu avô paterno, que teve calvície aos 30 anos, logo, seu pai teve aos 20, Harold perdeu cabelo logo aos 5 anos, deixando-o com a aparência de um senhor de 50 anos.  Harold mora com sua mãe e sua irmã em uma pequena cidade, onde os habitantes já aceitaram Harold, mas os problemas começam assim que a mãe de Harold ganha promoção no trabalho e eles terão que mudar de cidade, sabendo que será difícil se habituar a nova cidade e a nova escola, temendo a mudança que o aguarda, Harold faz uma grande objação a mudança mas a mãe o convence a tentar e se habituar na nova cidade. Ao chegar na nova escola ele se depara com uma garota, pela qual ele se apaixona logo de cara e se mete em grandes enrascadas para tentar chamar a atenção dela. Harold faz amizade com o zelador da escola Cromer (Cuba Gooding Jr.), que sempre o ajuda com seus problemas diante de professores e alunos, no entanto não se habituando a nova escola certa noite Harold tenta fugir de casa e acaba sendo empurrado a entrar em uma boate pelo porteiro que acha que ele tem maior idade por causa da sua aparência.

## Elenco
- Spencer Breslin - Harold
- Cuba Gooding Jr. - Croomer
- Elizabeth Gillies - Evelyn
- Ally Sheedy - Maureen
- Stella Maeve - Shelly
- Nikki Blonsky - Rhonda

## Dubladores
- Spencer Breslin (Harold): Wendel Bezerra
- Cuba Gooding Jr. (Cromer): Alexandre Marconatto
- Ally Sheedy (Maureen): Cecília Lemes
- Stella Maeve (Shelly): Márcia Regina
- Nikki Blonsky (Rhonda): Silvia Suzy
- Daniel Farcher (Brad): Yuri Chesman
- Elizabeth Gillies (Evelyn Taylor): Luciana Baroli
- Chris Parnell (Treinador Vanderpool): Tatá Guarnieri
- Suzanne Shepherd (Maude): Maralise Tartarine
- Robert Gorrie (Patrick): Silvio Giraldi
- Fred Willard (Dr. Pratt): Flávio Dias
- Rachel Dratch (Sra. Norris): Lúcia Helena
- Angel Sing (Chang): Flávio Dias
- Dave Attell (Anunciante): Élcio Sodré

Vozes Adicionais:
Élcio Sodré, Lúcia Helena, Maralise Tartarine
Versão brasileira: woody video